# Susanna Elizabeth Zeidler
Susanna Elizabeth Zeidler (ur. 16 marca 1657 w Frienstedt, zm. ok. 1706) – niemiecka poetka barokowa zaliczana do najważniejszych niemieckojęzycznych poetek XVII w..

## Życiorys
Byłą córką Gottfrieda Zeidlera i jego żony Margarethe, trzecim dzieckiem pary. Jako córka wiejskiego pastora zyskała humanistyczne wykształcenie: uczyła się literatury, religii oraz historii niemieckiej. Możliwe, że jak siostra Regina, również mówiła po francusku. Już jako dziecko interesowała się poezją.
W dniu 22 kwietnia 1684 wyszła za mąż za nowo mianowanego pastora Detershagen i Schermen, Andreasa Haldenslebena.
W 1686 ukazał się zbiór jej wierszy pt. Jungferlicher Zeitvertreiber (Panieńskie rozrywki). Wydawcą był brat, pastor i satyryk Johann Gottfried Zeidler. Był to prezent z okazji ślubu. Zbiór zawiera wiersze o tematyce świeckiej i religijnej.
Jej dzieło Beglau-bigung der Jungfer Poeterey, opublikowane w 1686, jest uważane za manifest broniący prawa kobiet do twórczości poetyckiej.
W 2000 wydano przedruk zbioru wierszy Zeidler.